# Gołąbek zebrowany
Gołąbek zebrowany (Geopelia striata) – gatunek średniej wielkości ptaka z rodziny gołębiowatych (Columbidae), zamieszkujący Azję Południowo-Wschodnią. Nie jest zagrożony wyginięciem.

## Systematyka
Takson opisany po raz pierwszy zgodnie z zasadami nazewnictwa binominalnego w roku 1766 przez Linneusza w 12. edycji pracy Systema Naturae jako Columba striata. Blisko spokrewniony z gołąbkiem łuskowanym (G. placida) i gołąbkiem falistym (G. maugeus); niekiedy łączono je w jeden gatunek, choć wyraźnie różnią się głosem. Nie wyróżnia się podgatunków.

### Etymologia nazwy naukowej
Geopelia: gr. γεω- geō- „ziemny-”, od γη gē „ziemia”, „grunt”; πελεια peleia „gołąb”
striataː łac. striatus „pręgowany”, „prążkowany”, od striare „bruzdkować”, od stria „bruzdka”, „zmarszczka”

## Charakterystyka

### Wygląd zewnętrzny
Upierzenie czoła jasnoszare, przechodzące w ciemniejsze na czubku głowy i nad oczami. Kark brązowy. Szyja płowobrązowa, z czarnymi zakończeniami tworzącymi wzór prążków. Pióra na bokach piersi szarawe, w centrum różowawe i przechodzące w płową żółć na brzuchu. Pokrywy skrzydłowe oliwkowobrązowe, na spodzie kasztanowate z prążkami. Większe pokrywy skrzydłowe z szarością po zewnętrznej stronie. Lotki pierwszorzędowe ciemnobrązowe, drugorzędowe brązowe z jasnymi zakończeniami, a trzeciorzędowe brązowawe z ciemnymi paskami. Upierzenie ciała w górnej części jasnoszare, niżej oliwkowobrązowe z czarnymi końcówkami. Kuper szarobrązowy. Pokrywy ogonowe szarobrązowe. Centralne pióra ogona zielonobrązowe i ciemniejsze na końcach, pozostałe pióra czarne z białymi brzegami i krótsze od tych w środkowej części. Spód ogona biały. Skóra przy oczodołach niebieskawa lub zielona. Tęczówka szaroniebieska. Dziób szarobrązowy, z niebieskawą podstawą. Barwa nóg od różowej do fioletowej. Dymorfizm płciowy nieznaczny – różowy obszar na piersi samicy jest prążkowany i węższy niż w przypadku samca.

### Wymiary i masa ciała
- długość ciałaː 205–216 mm (samiec), 206–209 mm (samica)
- długość skrzydłaː 98–104 mm (samiec), 98–101 mm (samica)
- długość ogonaː 90–100 mm
- długość skokuː 18–20 mm
- długość dziobaː13–15 mm
- masa ciałaː 56 g[9]

## Występowanie

### Środowisko
Suche, otwarte obszary lesiste z zakrzewieniami. Gołąbek zebrowany występuje zazwyczaj na wysokościach co najmniej do 2000 m n.p.m. Spotykany również w pobliżu miejskich i wiejskich osiedli ludzkich, na terenach uprawnych i w parkach.

### Zasięg występowania
Południowo-wschodnia Azja. Gatunek zamieszkuje Bali, Jawę, Lombok, Malezję, Mjanmę, Singapur, Sumatrę i Tajlandię. Introdukowany na Ambon, Borneo, Filipiny, Hawaje, Selayar, Seszele, Sulawesi, Tahiti, Wyspę Świętej Heleny i do północnego Laosu.

## Pożywienie
Gołąbek zebrowany poszukuje pokarmu na ziemi. Żywi się przede wszystkim nasionami traw i roślinami zielnymi. Ponadto zjada zboża uprawne i okazjonalnie małe bezkręgowce.

## Tryb życia i zachowanie
Przebywa na ogół w parach lub małych grupach. Większe stada spotykane w miejscach żerowania. We wczesnych godzinach porannych widywany na poboczach. Raczej ufny i pozwala na zbliżenie się, ale spłoszony natychmiast zrywa się z ziemi i ląduje na drzewie. Lot szybki, lekko falowany, z momentami gwałtownego uderzania skrzydłami.

### Głos
Nierówny śpiew o wysokiej tonacji, rozpoczynający się odgłosem zapisywanym jako crooodle, po którym następuje seria sześciu do ośmiu energicznych, szybkich zawołań croo. Znane również trzysylabowe zawołanie opisywane jako kok-kurr-kurr. 

## Rozród

### Okres godowy
Tokiː gołąbek zebrowany nachyla przednią część ciała do ziemi, rozkłada pióra ogona i częściowo rozpościera skrzydła. W locie pokazowym samiec podlatuje ku górze ze słyszalnym uderzaniem skrzydeł, a następnie zlatuje lotem ślizgowym. 
Gniazdoː platforma z gałązek umieszczona na wysokości do czterech metrów nad ziemią, na drzewach lub zakrzewieniach. 

### Okres lęgowy
Jajaː dwa w lęgu, białe. Na podstawie lęgów wyprowadzonych w niewoli wiadomo, że średnie wymiary jaja to 17,21 na 22,65 mm, natomiast jego masa to średnio 4,5 g.
Wysiadywanieː w różnych miesiącach w zależności od zamieszkiwanej części świata oraz warunków. Na Półwyspie Malajskim lęgi zauważone w początkowych miesiącach roku, na Filipinach od połowy lutego do końca maja, a na Borneo w październiku. Jaja wysiadywane na zmianę przez samca i samicę. 
Pisklętaː karmione przez obu rodziców ptasim mleczkiem. Po dziesięciu dniach od wyklucia młode zaczynają poruszać skrzydłami, a po piętnastu rozpoczyna się ich pierzenie.

## Status
W Czerwonej księdze gatunków zagrożonych IUCN gołąbek zebrowany klasyfikowany jest jako gatunek najmniejszej troski (LC, Least Concern). Liczebność populacji nie została oszacowana, ale ptak ten opisywany jest jako zazwyczaj pospolity w większości zasięgu występowania, rzadki na Jawie, Bali, Filipinach i Borneo. Ze względu na brak dowodów na spadki liczebności bądź istotne zagrożenia dla gatunku, BirdLife International ocenia trend liczebności populacji jako stabilny.